# Malaspina (família)

Escut de la família Malaspina

La família Malaspina era una noble família italiana d'origen longobard que descendia de Bonifaci I, Margrave de la Toscana, a través de la línia Obertenghi que regia Lunigiana del segle xiii al XIV a través de molts feus, i des del segle xiv el marquesat de Massa i senyoria de Carrara, que després es va convertir en el Ducat de Massa i Carrara i més endavant el Principat de Massa i el marquesat de Carrara.
El fundador de la Família Malaspina va ser Obert I, que es va convertir en el comte de Luni el 945.
D'aquest en descendeixen: Alberto, que el 1017 prengué part en les expedicions dels pisans i els genovesos contra els moros. En aquella època els Malaspina eren senyors de Buris, Osilo, Coghinas, Figulina i Monti. Un fill d'Alberto era capità, el 1084, de l'exèrcit d'Enric III i morí abans del 1090.
Un tercer Alberto, mort vers el 1149, fou el verdader progenitor d'aquesta dilata família que va perdre el seu poder quan la invasió francesa del 1796. Obizzo, fill del tercer Albert III adquirí celebritat pel seu valor en la guerra contra Barba-roja i fou dels primers a jurar l'observança de la llei llombarda. El seu successor, Morello, va vendre el municipi de Piacenza tots els seus béns i dominis. El seu germà Albert III, fou un distingit poeta en llengua provençal, conservant-se una de les seves cançons en les biblioteques de Mòdena i Vaticana. D'ell descendien probablement els Malaspina de la Provença. El seu nebot Conrado, va combatre en les guerres civils de la Llombardia i abraçà el partit de Frederic II, al qual li salvà la vida en el setge de Parma.

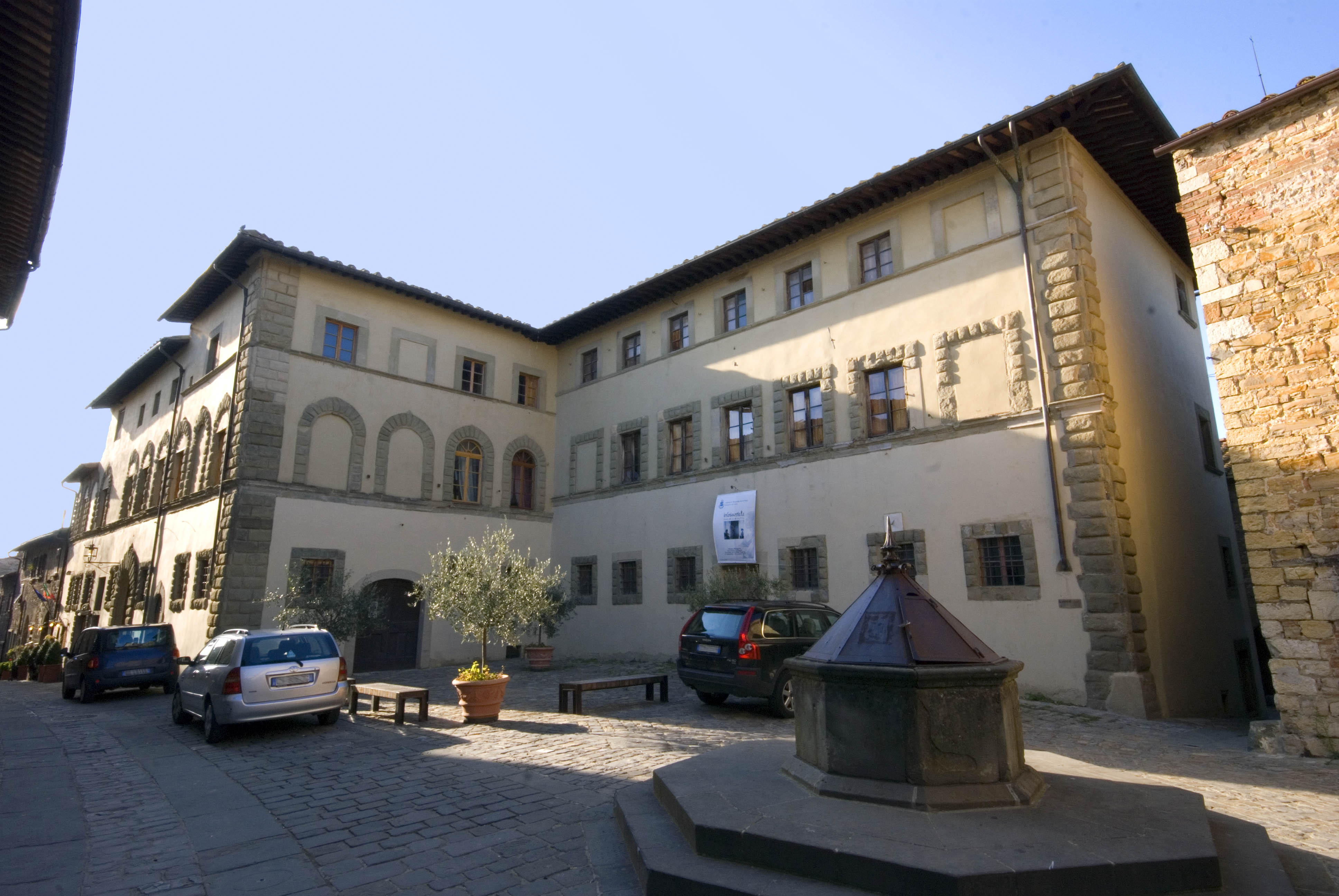
Palau Malaspina a Sant Donato in Poggio

El Dante el menciona en el seu Purgatori amb el nom de Conrado l'Antico. El seu fill Frederic va pertànyer al partit güelf. Conrado, anomenat el Jove, per distingir-lo de l'anterior, es passà al partit gibel·lí i també va merèixer els elogis del Dante. Francesco és solament conegut perquè el 1304 acollí el Dante, fugitiu, en el seu castell de Mulazzo. El seu germà Bernaté, morí el 1338, probablement emmetzinat, fou bisbe de Lunii guerreja contra els pisans. Spinetta, fou representant de l'emperador Enric VII a Reggio (1311) i tres anys després Mateu I l'anomenà podestà de Milà.
Amic d'Uguccione della Faggiola, intenta retornar-li Lucca, però Castruccio Castracani, que era senyor de Lucca en aquell temps. El derrotà i l'obligà a fugir: no fou més afortunat en una altra temptativa portada a terme el 1321, però la mort de Castruccio, ocorreguda el 1328, li va permetre entrar en possessió d'aquells Estats. Spinetta fundà un hospital a Fosdinovo i morí el 1358.
Leonardo fou sotmès tortura el 1381 en acusar-lo de l'assassinat de Bartolomeo II della Scala, però com que no confessava, se'l desterrà, i llavors entrà al servei de la República de Siena i se l'anomenà, el 1402, governador de Bolonya en nom dels Visconti. Morí en el setge de la dita ciutat per les tropes del papa Bonifaci IX.
Marcelo, nascut a Florència (1689-1757), senador i favorit del gran duc Gian Gastone de' Medici, va pertànyer a l'Accademia della Crusca i deixà diverses poesies. Azzo Jacint, Mulazzo (1746) i mort probablement ofegat el 1800. Serví en Felip I, enemistat amb ell, passà a la Toscana al servei del duc Pietro. En ésser envaïda Itàlia pels francesos, abraçà amb entusiasme la causa revolucionaria i el 1799 els austríacs l'empresonaren a l'illa de Sant Giorgio, afogant-se en intentar escapolir-se'n. El seu germà Luigi Tomasso (1753-1817) fou l'últim marquès de Mulazzo. Un altre germà Alessandro (1754-1809), serví en la marina espanyola.